# Rose Nyland
Rose Nyland (geb. Böchel) (* 8. August 1929 in Chemnitz; † 3. Juni 2004 ebenda) war eine deutsche Schriftstellerin. In der DDR war sie zeitweise Funktionärin des Deutschen Schriftstellerverbandes und Abgeordnete der Volkskammer.

## Leben
Nyland wurde als Rose-Erika Böchel im Sommer 1929 als Tochter des bekannten sächsischen Sozialdemokraten und zeitweisen SPD-Landesvorsitzenden Karl Böchel in Chemnitz geboren. Nach der Machtergreifung der Nationalsozialisten und einer schweren Misshandlung Böchels im sächsischen Landtag am 9. März 1933 floh die Familie zunächst in die Tschechoslowakei. 1937 emigrierte die Familie von Prag über Polen und Schweden nach Norwegen. Nach der deutschen Besetzung Norwegens lebte Böchels Familie illegal weiter in Oslo, der schwerkranke Familienvater wurde von Parteifreunden in einem norwegischen Krankenhaus versteckt. Nachdem 1944 die Gestapo die Familie ausfindig gemacht hatte und nach Deutschland deportieren wollte, verhalf man ihr zur Flucht nach Schweden, wo sie das Kriegsende in einem Internierungslager erlebte. Monate später kehrte die Familie Böchel wieder nach Norwegen zurück, wo Karl Böchel im Februar 1946 verstarb. Rose Böchel legte ihr Abitur auf einem norwegischen Gymnasium ab und trat 1948 in den kommunistischen Jugendverband der Kommunistischen Partei Norwegens (NKP) ein. In dieser Zeit wirkte sie als Mitarbeiterin der neugegründeten Zeitung Avant-Garden mit, die im Februar 1948 als Organ des Jugendverbandes erstmals erschien. Böchel erlernte dort ihr journalistisches Handwerk. 1950 wurde sie Mitglied der NKP. 

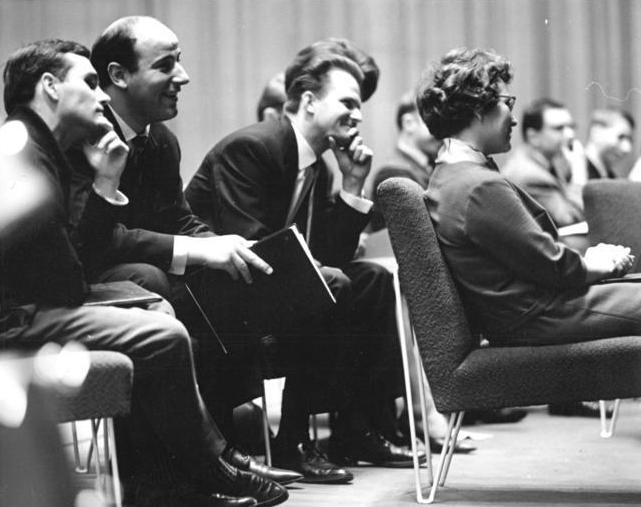
Rose Nyland (rechts) am 10. April 1963 auf einem Ostberliner Lyrikabend

1951 kehrte die mittlerweile verheiratete Rose Nyland in ihre sächsische Heimat nach Chemnitz zurück. In der Folge wurde ihre KP-Mitgliedschaft in eine SED-Mitgliedschaft umgewandelt, zudem trat sie in die Massenorganisationen DFD, FDGB und Kulturbund ein. In den ersten Jahren nach ihrer Rückkehr verdiente sich Nyland als Erziehungshelferin und Mitarbeiterin in einer Gärtnerei ihren Unterhalt. Parallel dazu schrieb sie in ihrer Freizeit Gedichte, von denen die ersten vier 1957 in der Zeitschrift Neue Deutsche Literatur erschienen. Von da an wirkte Nyland als freischaffende Schriftstellerin, die sich später dem Bitterfelder Weg verschrieb und vor allem durch Reportagen aus Betrieben bekannt wurde. Dementsprechend nahm Nylands Karriere Fahrt auf, von 1962 bis 1965 war sie Parteisekretärin des Bezirksverbandes Karl-Marx-Stadt des Deutschen Schriftstellerverbandes, von 1963 an auch für einige Jahre Vorstandsmitglied des Deutschen Schriftstellerverbandes. Zwischen 1962 und 1964 war sie zudem Kandidatin der SED-Bezirksleitung Karl-Marx-Stadt. Den Kulturbund vertrat Nyland zwischen 1963 und 1971 für zwei Legislaturperioden als Abgeordnete in der Volkskammer. Später widmete sich Nyland vor allem Hörspielen und der Kinderliteratur.